# Клир (аэропорт)
Аэропорт Клир (англ. Clear Airport), (ИКАО: PACL, FAA LID: Z84) — государственный гражданский аэропорт, расположенный в 6 километрах к юго-востоку от города Клир (Аляска), США.

## Операционная деятельность
Аэропорт Клир занимает площадь в 456 гектар, располагается на высоте 168 метров над уровнем моря и эксплуатирует одну взлётно-посадочную полосу:
- 1/19 размерами 1219 x 30 метров с асфальтовым покрытием.[1]

За период с 31 декабря 2005 года по 31 декабря 2006 года Аэропорт Клир обработал 2 000 операций взлётов и посадок самолётов (166 операций ежемесячно). Из них 75 % пришлось на авиацию общего назначения и 25 % — на рейсы военной авиации.
Аэропорт использовался в качестве базы для 12 воздушных судов, все самолёты — однодвигательные.